# Badminton Asia Confederation
Badminton Asia Confederation (BAC) wcześniej Asian Badminton Confederation (ABC) - jedna z pięciu organizacji kontynentalnych Międzynarodowej Federacji Badmintona. Organizacja została założona w 1959 roku, a jej siedziba znajduje się w Kuala Lumpur. W jej skład wchodzi 41 krajowych związków badmintona, zrzeszonych w 5 oddziałach: Azja Środkowa, Azja Wschodnia, Azja Południowa, Azja Południowo-Wschodnia i Azja Zachodnia.

## Członkowie Badminton Asia Confederation
| L.p. | Państwo          | Nazwa                                                              | Oddział                   |
| ---- | ---------------- | ------------------------------------------------------------------ | ------------------------- |
| 1.   | Afganistan       | Afghanistan Badminton Federation                                   | Azja Południowa           |
| 2.   | Brunei           | Bahrain Badminton & Squash Federation                              | Azja Zachodnia            |
| 3.   | Bangladesz       | Bangladesh Badminton Federation                                    | Azja Południowa           |
| 4.   | Bhutan           | Bhutan Badminton Federation                                        | Azja Południowa           |
| 5.   | Brunei           | Brunei National Badminton Association                              | Azja Południowo-Wschodnia |
| 6.   | Chiny            | Badminton Association of the People's Republic of China            | Azja Wschodnia            |
| 7.   | Chińskie Tajpej  | Chinese Taipei Badminton Association                               | Azja Wschodnia            |
| 8.   | Filipiny         | Philippine Badminton Association                                   | Azja Południowo-Wschodnia |
| 9.   | Hongkong         | Hong Kong Badminton Association Limited                            | Azja Wschodnia            |
| 10.  | Indie            | Badminton Association of India                                     | Azja Południowa           |
| 11.  | Indonezja        | Persatuan Bulutangkis Seluruh Indonesia                            | Azja Południowo-Wschodnia |
| 12.  | Irak             | Iraqi Badminton Federation                                         | Azja Zachodnia            |
| 13.  | Iran             | Badminton Federation of the I R of Iran                            | Azja Zachodnia            |
| 14.  | Japonia          | Nippon Badminton Association                                       | Azja Wschodnia            |
| 15.  | Jordania         | Jordan Badminton Federation                                        | Azja Zachodnia            |
| 16.  | Kambodża         | Badminton Federation of Cambodia                                   | Azja Południowo-Wschodnia |
| 17.  | Katar            | Qatar Badminton Association                                        | Azja Zachodnia            |
| 18.  | Kazachstan       | Kazakhstan National Badminton Federation                           | Azja Środkowa             |
| 19.  | Kirgistan        | Kyrghyz National Badminton Federation                              | Azja Środkowa             |
| 20.  | Korea Południowa | Badminton Korea Association                                        | Azja Wschodnia            |
| 21.  | Korea Północna   | Badminton Association of the Democratic People's Republic of Korea | Azja Wschodnia            |
| 22.  | Kuwejt           | Kuwait Badminton Federation                                        | Azja Zachodnia            |
| 23.  | Laos             | Laos Badminton Federation                                          | Azja Południowo-Wschodnia |
| 24.  | Liban            | Federation Libanaise de Badminton                                  | Azja Zachodnia            |
| 25.  | Makau            | Badminton Federation of Macau                                      | Azja Wschodnia            |
| 26.  | Malediwy         | Badminton Association of Maldives                                  | Azja Południowa           |
| 27.  | Malezja          | Badminton Association of Malaysia                                  | Azja Południowo-Wschodnia |
| 28.  | Mjanma           | Myanmar Badminton Federation                                       | Azja Południowo-Wschodnia |
| 29.  | Mongolia         | Mongolian Badminton Association                                    | Azja Wschodnia            |
| 30.  | Nepal            | Nepal Badminton Association                                        | Azja Południowa           |
| 31.  | Pakistan         | Pakistan Badminton Federation                                      | Azja Południowa           |
| 32.  | Palestyna        | Palestine Badminton Federation                                     | Azja Zachodnia            |
| 33.  | Singapur         | Singapore Badminton Association                                    | Azja Południowo-Wschodnia |
| 34.  | Sri Lanka        | Sri Lanka Badminton Association                                    | Azja Południowa           |
| 35.  | Syria            | Syrian Arab Badminton Federation                                   | Azja Zachodnia            |
| 36.  | Tajlandia        | Badminton Association of Thailand                                  | Azja Południowo-Wschodnia |
| 37.  | Tadżykistan      | Badminton Federation of the Republic of Tajikistan                 | Azja Środkowa             |
| 38.  | Timor Wschodni   | Federaçao de Badminton de Timor-Leste                              | Azja Południowo-Wschodnia |
| 39.  | Turkmenistan     | Turkmenistan Badminton Federation                                  | Azja Środkowa             |
| 40.  | Uzbekistan       | Uzbekistan Badminton Federation                                    | Azja Środkowa             |
| 41.  | Wietnam          | Vietnam Badminton Federation                                       | Azja Południowo-Wschodnia |